# 森芳茂
森 芳茂（もり よしたか、1927年（昭和2年）3月29日 - 2012年（平成24年））は日本の病理学者。兵庫医科大学名誉教授。

## 来歴
京都府出身。
1952年（昭和27年）3月、京都大学医学部を卒業。1958年（昭和33年）、神戸医科大学（現・神戸大学医学部）より医学博士号を取得した。
神戸大学医学部助教授、兵庫医科大学教授を経て、1995年（平成7年）4月より兵庫医科大学名誉教授。
2012年（平成24年）逝去。

## 親族
曽祖父は日本画家の森寛斎、祖父は日本画家の森雄山、父は日本画家の森公挙、子は心理学者で甲南大学教授の森茂起。花園大学歴史博物館2001年度秋季特別展『森寛斎と森派の絵画』の開催にも協力した。